# Col de Beixalis
Col de Beixalis ili Collada de Beixalis je planinski prijevoj na nadmorskoj visini od 1,795 metara koji se nalazi u Andori.
Cesta se nalazi između Anyósa na zapadu i Encampa na istoku. Zadnja 2.5 kilometra na istočnoj strani uspona bila je makadamska cesta, ali sada je asfaltirana.
Ruta s istočne strane korištena je u 9. etapi Tour de Francea 2016. Također je bio uključen u Tour de France 2021. kao završni uspon etape 15. Sepp Kuss je bio vodeći na vrhu i osvojio etapu.